# Île Montravel
L’île Montravel est un îlot de Nouvelle-Calédonie appartenant administrativement à Mont-Dore.